# Alison Jackson
Alison Jackson (Vermilion, 14 dicembre 1988) è una ciclista su strada canadese che corre per il team EF-Oatly-Cannondale. Attiva in formazioni UCI dal 2015, nel 2021 è stata campionessa nazionale in linea e a cronometro e nel 2023 ha vinto la Parigi-Roubaix.

## Palmarès

### Strada
- 2016 (Twenty16-Ridebiker, due vittorie)

3ª tappa Trophée d'Or féminin (Cosne-Cours-sur-Loire > Cosne-Cours-sur-Loire)
5ª tappa, 2ª semitappa Tour Cycliste Féminin International de l'Ardèche (Puy-Saint-Martin > Saulce-sur-Rhône)
- 2019 (Team Tibco-Silicon Valley Bank, due vittorie)

White Spot/Delta Road Race
2ª tappa Women's Tour of Scotland (Glasgow > Perth)
- 2021 (Liv Racing, tre vittorie)

1ª tappa Holland Ladies Tour (Zwolle > Hardenberg)
Campionati canadesi, Prova a cronometro Elite
Campionati canadesi, Prova in linea Elite
- 2023 (EF Education-Tibco-SVB, due vittorie)

Parigi-Roubaix femminile
Campionati canadesi, Prova in linea Elite
- 2024 (EF-Oatly-Cannondale, una vittoria)

2ª tappa Vuelta a España (Buñol > Moncofa)

#### Altri successi
- 2015 (Twenty16 presented by Sho-Air)

Classifica a punti Tour of the Gila
Classifica traguardi volanti Tour Cycliste Féminin International de l'Ardèche
- 2016 (TWENTY16-Ridebiker)

2ª tappa Tour of California (Folsom > Folsom, cronosquadre)
Classifica traguardi volanti Tour Cycliste Féminin International de l'Ardèche
- 2017 (BePink-Cogeas)

1ª tappa Setmana Ciclista Valenciana (Vila-real > Vila-real, cronosquadre)
Classifica traguardi volanti Tour Cycliste Féminin International de l'Ardèche
- 2021 (Liv Racing)

Classifica a punti Ladies Tour of Norway
- 2022 (Liv Racing Xstra)

Classifica a punti Tour of Scandinavia

### Gravel
- 2024

Campionati britannici, Prova Elite

## Piazzamenti

### Grandi Giri
- Giro d'Italia

2017: 31ª
2020: 64ª
- Tour de France

2023: 108ª
2024: 105ª
- Vuelta a España

2024: 63ª

### Competizioni mondiali
- Campionati del mondo

Richmond 2015 - Cronosquadre: 5ª
Richmond 2015 - In linea Elite: 36ª
Doha 2016 - Cronosquadre: 5ª
Doha 2016 - In linea Elite: 23ª
Bergen 2017 - Cronosquadre: 8ª
Bergen 2017 - In linea Elite: 58ª
Innsbruck 2018 - In linea Elite: 51ª
Yorkshire 2019 - In linea Elite: 16ª
Imola 2020 - In linea Elite: 30ª
Fiandre 2021 - In linea Elite: 6ª
Wollongong 2022 - Cronometro Elite: 27ª
Wollongong 2022 - In linea Elite: 18ª
Glasgow 2023 - In linea Elite: 33ª
Zurigo 2024 - In linea Elite: 64ª
- Giochi olimpici

Tokyo 2020 - In linea: 32ª
Parigi 2024 - In linea: 19ª
- Campionati del mondo gravel

Belgio 2024 - Elite: 37ª